# Список самых населённых городов США по десятилетиям
Ниже перечислены самые населённые города США, согласно данным переписей населения, которые проводятся в этой стране строго раз в десять лет, начиная с 1790 года. Указаны десять самых населённых городов США за десятилетие.

## Общая информация
Государство Соединённые Штаты Америки было образовано в 1776 году. Оно казалось огромным: в шесть раз больше Англии и Уэльса вместе взятых. 95 % населения США в 1780-х годах проживало в сельской местности, крупнейший город — Большая Филадельфия — насчитывал всего 44 096 жителей.

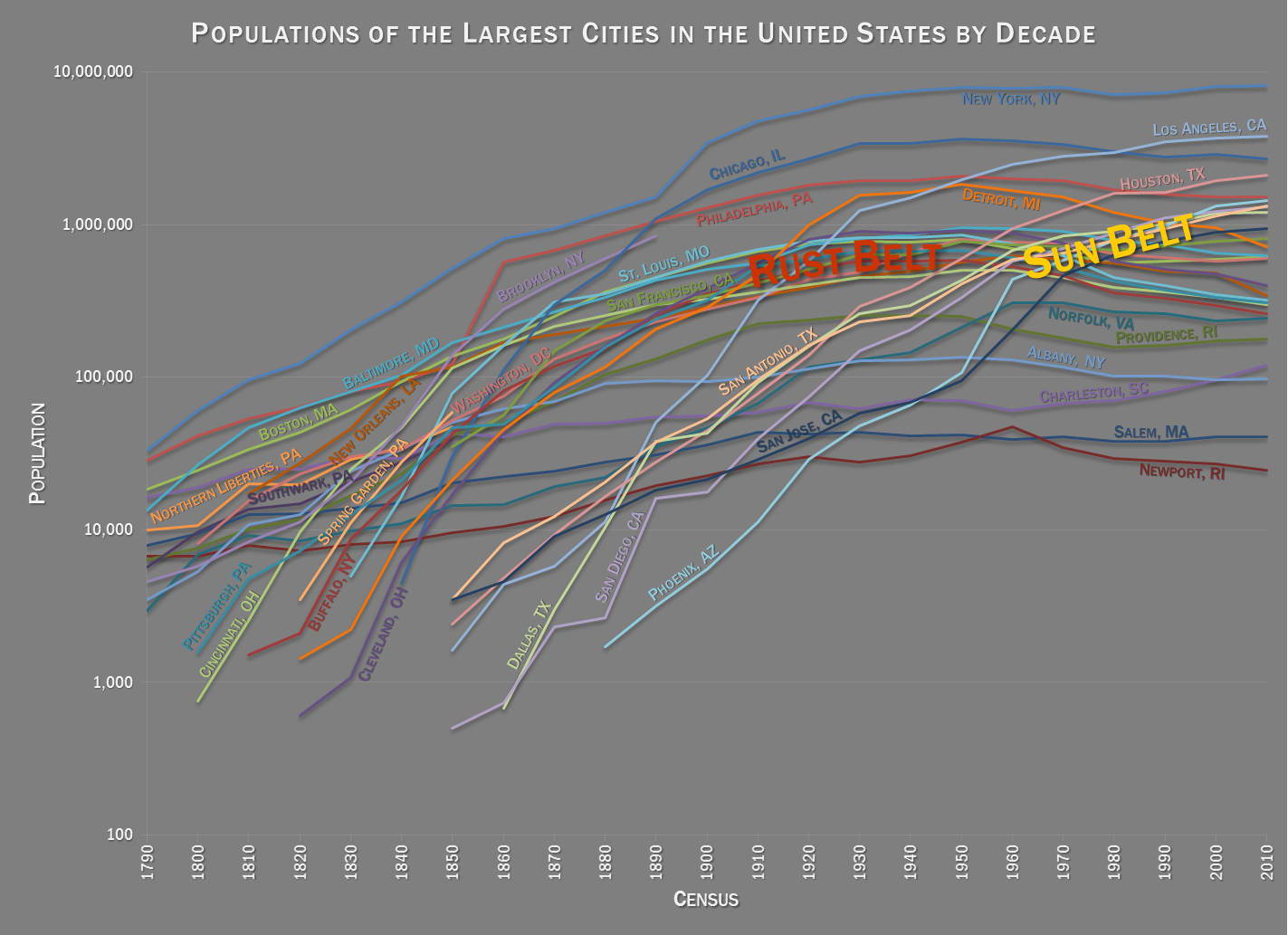
Количество жителей десяти крупнейших городов США по десятилетиям. Обратите внимание, что логарифмическая шкала означает, что наблюдаемый уклон даёт процентный прирост, а не абсолютный прирост.
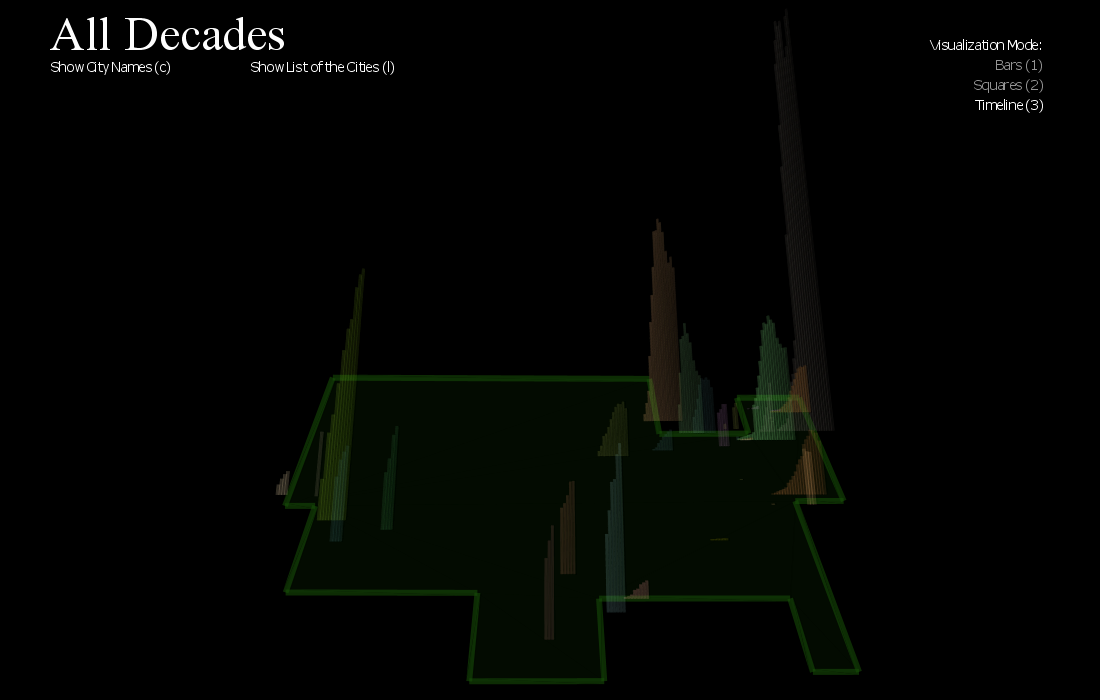
Линейная визуализация десяти крупнейших городов США по десятилетиям.
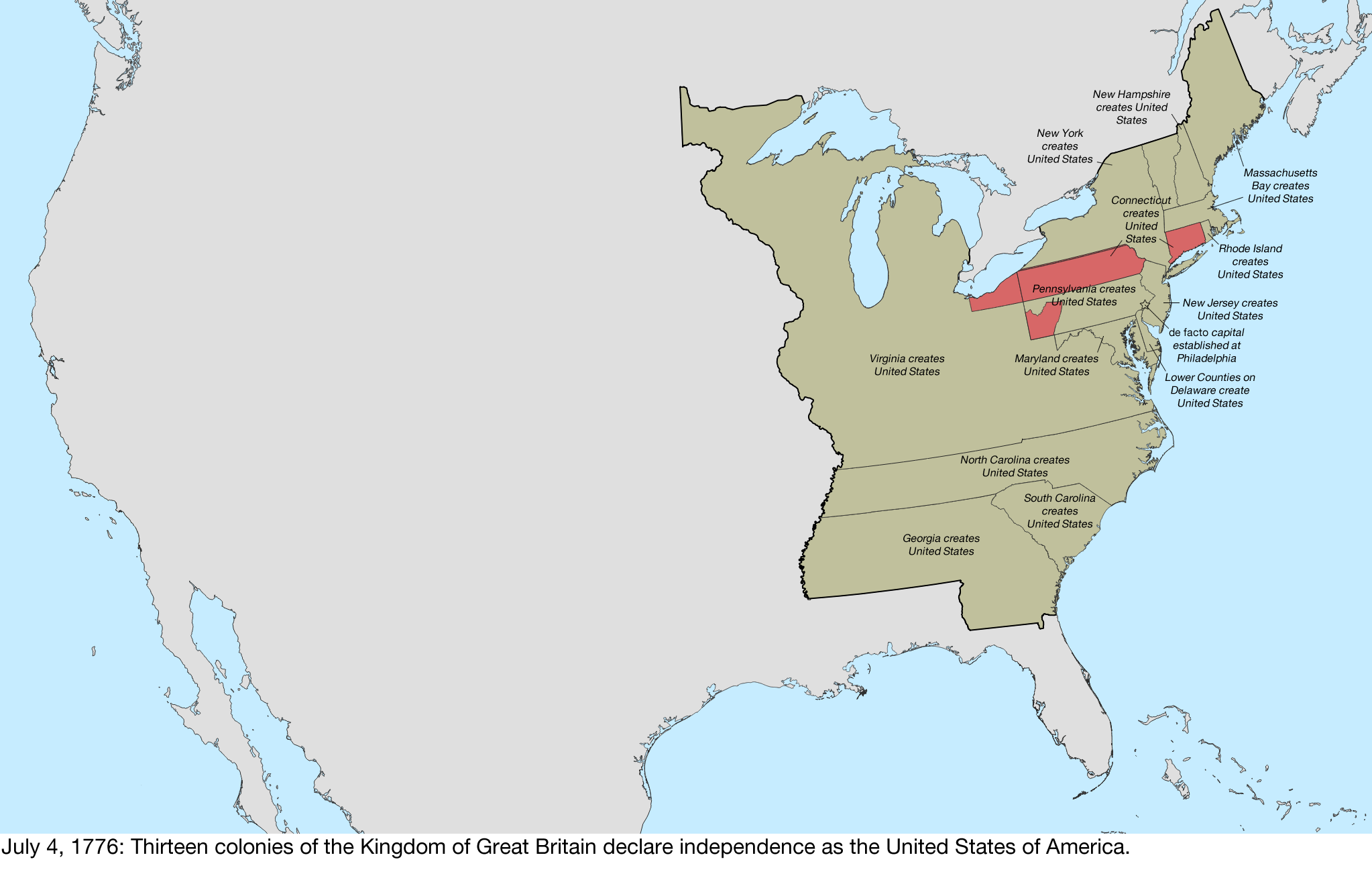
Площадь США на момент объявления независимости (1776) казалась огромной: в шесть раз больше Англии и Уэльса вместе взятых[1].

## 1790
Когда США объявили независимость в 1776 году, их крупнейшим городом была Филадельфия. Первую перепись населения нового государства смогли организовать через 14 лет, и к 1790 году Нью-Йорк обогнал Филадельфию по количеству жителей. В то время Нью-Йорк состоял лишь из острова Манхэттен, а Филадельфия — из нескольких центральных нейборхудов.
В 1790 году были посчитаны жители двадцати четырёх «городских мест».
| № п/п | № п/п 10 лет назад | Город            | Штат           | Кол-во жителей                                                      | Комментарии |
| ----- | ------------------ | ---------------- | -------------- | ------------------------------------------------------------------- | --- |
| 1     | —                  | Нью-Йорк         | Нью-Йорк       | 33 131 (включая сельские районы Манхэттена)                         | В будущем Нью-Йорк будет занимать первое место в этих списках всегда.                                                                   |
| 2     | —                  | Филадельфия      | Пенсильвания   | 28 522 (исключая городские кварталы за пределами собственно города) | До 1854 года город Филадельфия управлял только самыми старыми районами города, которые ныне являются районом под названием Сентер-Сити. |
| 3     | —                  | Бостон           | Массачусетс    | 18 320 (исключая городские кварталы за пределами собственно города) | В 1790 году имел статус town, с 1822 года является city; столица Массачусетса с 1632 года.                                              |
| 4     | —                  | Чарлстон         | Южная Каролина | 16 359                                                              | |
| 5     | —                  | Балтимор         | Мэриленд       | 13 503                                                              | В 1790 году имел статус town, ныне — независимый город.                                                                                 |
| 6     | —                  | Нортерн-Либертис | Пенсильвания   | 9913                                                                | С 1854 года — район Филадельфии. |
| 7     | —                  | Сейлем           | Массачусетс    | 7921                                                                | |
| 8     | —                  | Ньюпорт          | Род-Айленд     | 6716                                                                | Единственное появление в этих списках. Население в 2020 году — 25 163 человека.                                                         |
| 9     | —                  | Провиденс        | Род-Айленд     | 6380                                                                | |
| 10=   | —                  | Марблхед         | Массачусетс    | 5661                                                                | И поныне остался town. Единственное появление в этих списках. Население в 2020 году — 20 441 человек.                                   |
| 10=   | —                  | Саутуарк         | Пенсильвания   | 5661                                                                | С 1854 года — район Филадельфии. |

Население этих одиннадцати городов — 152 087 человек.

## 1800
В 1800 году были посчитаны жители тридцати трёх «городских мест».
| № п/п | № п/п 10 лет назад | Город            | Штат           | Кол-во жителей | Комментарии |
| ----- | ------------------ | ---------------- | -------------- | -------------- | --- |
| 1     | 1                  | Нью-Йорк         | Нью-Йорк       | 60 514         | |
| 2     | 2                  | Филадельфия      | Пенсильвания   | 41 220         | До 1854 года город Филадельфия управлял только самыми старыми районами города, которые ныне являются районом под названием Сентер-Сити. |
| 3     | 5                  | Балтимор         | Мэриленд       | 26 514         | |
| 4     | 3                  | Бостон           | Массачусетс    | 24 937         | |
| 5     | 4                  | Чарлстон         | Южная Каролина | 18 824         | |
| 6     | 6                  | Нортерн-Либертис | Пенсильвания   | 10 718         | С 1854 года — район Филадельфии. |
| 7     | 10                 | Саутуарк         | Пенсильвания   | 9621           | С 1854 года — район Филадельфии. |
| 8     | 7                  | Сейлем           | Массачусетс    | 9457           | |
| 9     | 9                  | Провиденс        | Род-Айленд     | 7614           | Последнее появление в этих списках. |
| 10    | Нет                | Норфолк          | Виргиния       | 6926           | Единственное появление в этих списках. Также это вообще единственный город штата Виргиния, когда-либо появившийся в этих списках.       |

Население этих десяти городов — 216 346 человек.

## 1810
В 1810 году были посчитаны жители сорока шести «городских мест».
| № п/п | № п/п 10 лет назад | Город            | Штат                  | Кол-во жителей | Комментарии |
| ----- | ------------------ | ---------------- | --------------------- | -------------- | --- |
| 1     | 1                  | Нью-Йорк         | Нью-Йорк              | 96 373         | |
| 2     | 2                  | Филадельфия      | Пенсильвания          | 53 722         | До 1854 года город Филадельфия управлял только самыми старыми районами города, которые ныне являются районом под названием Сентер-Сити. |
| 3     | 3                  | Балтимор         | Мэриленд              | 46 555         | |
| 4     | 4                  | Бостон           | Массачусетс           | 33 787         | |
| 5     | 5                  | Чарлстон         | Южная Каролина        | 24 711         | |
| 6     | 6                  | Нортерн-Либертис | Пенсильвания          | 19 874         | С 1854 года — район Филадельфии. |
| 7     | Нет                | Новый Орлеан     | Орлеанская территория | 17 242         | Первый город в этих списках, не входящий в «Тринадцать колоний».                                                                        |
| 8     | 7                  | Саутуарк         | Пенсильвания          | 13 707         | С 1854 года — район Филадельфии. |
| 9     | 8                  | Сейлем           | Массачусетс           | 12 613         | |
| 10    | Нет                | Олбани           | Нью-Йорк              | 10 762         | |

Население этих десяти городов — 329 346 человек.

## 1820
В 1820 году были посчитаны жители шестидесяти одного «городского места».
| № п/п | № п/п 10 лет назад | Город            | Штат           | Кол-во жителей | Комментарии |
| ----- | ------------------ | ---------------- | -------------- | -------------- | --- |
| 1     | 1                  | Нью-Йорк         | Нью-Йорк       | 123 706        | Первый город США, преодолевший отметку в 100 000 жителей. |
| 2     | 2                  | Филадельфия      | Пенсильвания   | 63 802         | До 1854 года город Филадельфия управлял только самыми старыми районами города, которые ныне являются районом под названием Сентер-Сити.                                  |
| 3     | 3                  | Балтимор         | Мэриленд       | 62 738         | |
| 4     | 4                  | Бостон           | Массачусетс    | 43 298         | |
| 5     | 7                  | Новый Орлеан     | Луизиана       | 27 176         | Новый Орлеан — процветающий торговый пост, приобретённый в результате Луизианской покупки.                                                                               |
| 6     | 5                  | Чарлстон         | Южная Каролина | 24 780         | |
| 7     | 6                  | Нортерн-Либертис | Пенсильвания   | 19 678         | С 1854 года — район Филадельфии. |
| 8     | 8                  | Саутуарк         | Пенсильвания   | 14 713         | С 1854 года — район Филадельфии. |
| 9     | Нет                | Вашингтон        | Округ Колумбия | 13 247         | Впервые в этих списках появляется столица США. Уже в следующем десятилетии Вашингтон исчезнет из топ-10, и в дальнейшем появится лишь в списках «1950», «1960» и «1970». |
| 10    | 9                  | Сейлем           | Массачусетс    | 12 731         | Далее Сейлем в этих списках не появится. |

Население этих десяти городов — 405 869 человек. Последний раз в списке присутствуют сразу два города штата Массачусетс.

## 1830
В 1830 году были посчитаны жители девяноста «городских мест».
| № п/п | № п/п 10 лет назад | Город            | Штат           | Кол-во жителей | Комментарии |
| ----- | ------------------ | ---------------- | -------------- | -------------- | --- |
| 1     | 1                  | Нью-Йорк         | Нью-Йорк       | 202 300        | |
| 2     | 3                  | Балтимор         | Мэриленд       | 80 800         | Впервые за 40 лет Филадельфия смещена со второго места.                                                                                 |
| 3     | 2                  | Филадельфия      | Пенсильвания   | 80 462         | До 1854 года город Филадельфия управлял только самыми старыми районами города, которые ныне являются районом под названием Сентер-Сити. |
| 4     | 4                  | Бостон           | Массачусетс    | 61 392         | |
| 5     | 5                  | Новый Орлеан     | Луизиана       | 46 082         | |
| 6     | 6                  | Чарлстон         | Южная Каролина | 30 289         | |
| 7     | 7                  | Нортерн-Либертис | Пенсильвания   | 28 872         | С 1854 года — район Филадельфии. |
| 8     | Нет                | Цинциннати       | Огайо          | 24 831         | Первый город Среднего Запада, прорвавшийся в эти списки.                                                                                |
| 9     | Нет                | Олбани           | Нью-Йорк       | 24 209         | |
| 10    | 8                  | Саутуарк         | Пенсильвания   | 20 581         | С 1854 года — район Филадельфии. Последнее появление в этих списках.                                                                    |

Население этих десяти городов — 599 927 человек.

## 1840
В 1840 году были посчитаны жители ста «крупнейших городских мест».
| № п/п | № п/п 10 лет назад | Город            | Штат           | Кол-во жителей | Комментарии |
| ----- | ------------------ | ---------------- | -------------- | -------------- | --- |
| 1     | 1                  | Нью-Йорк         | Нью-Йорк       | 312 710        | |
| 2     | 2                  | Балтимор         | Мэриленд       | 102 313        | |
| 3     | 5                  | Новый Орлеан     | Луизиана       | 102 193        | Быстрый рост Нового Орлеана был связан с растущим значении торговли по Миссисипи до появления железных дорог.                           |
| 4     | 3                  | Филадельфия      | Пенсильвания   | 93 665         | До 1854 года город Филадельфия управлял только самыми старыми районами города, которые ныне являются районом под названием Сентер-Сити. |
| 5     | 4                  | Бостон           | Массачусетс    | 93 383         | |
| 6     | 8                  | Цинциннати       | Огайо          | 46 338         | |
| 7     | Нет                | Бруклин          | Нью-Йорк       | 36 233         | В то время Бруклин был самостоятельным городом.                                                                                         |
| 8     | 7                  | Нортерн-Либертис | Пенсильвания   | 34 474         | С 1854 года — район Филадельфии. Последнее появление в этих списках.                                                                    |
| 9     | 9                  | Олбани           | Нью-Йорк       | 33 721         | |
| 10    | 6                  | Чарлстон         | Южная Каролина | 29 261         | Впервые за 50 лет зафиксировано уменьшение количества жителей Чарлстона. Последнее появление в этих списках.                            |

Население этих десяти городов — 884 291 человек.

## 1850
В 1850 году были посчитаны жители ста «крупнейших городских мест». В 1850 году США находились в разгаре Промышленной революции, поэтому население городов за прошедшие десять лет увеличилось очень заметно.
| № п/п | № п/п 10 лет назад | Город         | Штат         | Кол-во жителей | Комментарии |
| ----- | ------------------ | ------------- | ------------ | -------------- | --- |
| 1     | 1                  | Нью-Йорк      | Нью-Йорк     | 515 547        | |
| 2     | 2                  | Балтимор      | Мэриленд     | 169 054        | |
| 3     | 5                  | Бостон        | Массачусетс  | 136 881        | |
| 4     | 4                  | Филадельфия   | Пенсильвания | 121 376        | До 1854 года город Филадельфия управлял только самыми старыми районами города, которые ныне являются районом под названием Сентер-Сити. |
| 5     | 3                  | Новый Орлеан  | Луизиана     | 116 375        | |
| 6     | 6                  | Цинциннати    | Огайо        | 115 435        | |
| 7     | 7                  | Бруклин       | Нью-Йорк     | 96 838         | |
| 8     | Нет                | Сент-Луис     | Миссури      | 77 860         | Первый город западнее Миссисипи, прорвавшийся в эти списки.                                                                             |
| 9     | Нет                | Спринг-Гарден | Пенсильвания | 58 894         | С 1854 года — район Филадельфии. Первое и последнее появление в этих списках.                                                           |
| 10    | 9                  | Олбани        | Нью-Йорк     | 50 763         | Последнее появление в этих списках. |

Население этих десяти городов — 1 459 023 человека.

## 1860
Последняя перепись населения перед Гражданской войной (1861—1865), в ходе которой около 620 тысяч человек погибло и около 410 тысяч пропали без вести. Эта перепись показала рекордный прирост за десятилетие количества жителей десяти крупнейших городов (как в прошлом, так и в будущем, минимум до переписи-2030) — более 86 %.
| № п/п | № п/п 10 лет назад | Город        | Штат         | Кол-во жителей | Комментарии |
| ----- | ------------------ | ------------ | ------------ | -------------- | --- |
| 1     | 1                  | Нью-Йорк     | Нью-Йорк     | 813 669        | |
| 2     | 4                  | Филадельфия  | Пенсильвания | 565 529        | Столь резкий скачок населения Филадельфии вызван тем, что в 1854 году юридически в её состав были включены несколько городов-спутников. |
| 3     | 7                  | Бруклин      | Нью-Йорк     | 266 661        | |
| 4     | 2                  | Балтимор     | Мэриленд     | 212 418        | |
| 5     | 3                  | Бостон       | Массачусетс  | 177 840        | |
| 6     | 5                  | Новый Орлеан | Луизиана     | 168 675        | |
| 7     | 6                  | Цинциннати   | Огайо        | 161 044        | |
| 8     | 8                  | Сент-Луис    | Миссури      | 160 773        | |
| 9     | Нет                | Чикаго       | Иллинойс     | 112 172        | 10 лет назад в Чикаго проживало меньше 30 тысяч человек (24-е место в стране), то есть его рост за этот период составил 374 %.          |
| 10    | Нет                | Буффало      | Нью-Йорк     | 81 129         | В будущем появится лишь в списках «1900» и «1910» (на 8—10 строках).                                                                    |

Население этих десяти городов — 2 719 910 человек.

## 1870
Впервые все 10 крупнейших городов имели население более 100 000 человек.
| № п/п | № п/п 10 лет назад | Город         | Штат         | Кол-во жителей | Комментарии |
| ----- | ------------------ | ------------- | ------------ | -------------- | --- |
| 1     | 1                  | Нью-Йорк      | Нью-Йорк     | 942 292        | Только современный Манхэттен. |
| 2     | 2                  | Филадельфия   | Пенсильвания | 674 022        | |
| 3     | 3                  | Бруклин       | Нью-Йорк     | 396 099        | |
| 4     | 8                  | Сент-Луис     | Миссури      | 310 864        | Количество жителей города во время этой переписи, возможно, было завышено в результате мошенничества. |
| 5     | 9                  | Чикаго        | Иллинойс     | 298 977        | Перепись проводилась за год до Великого чикагского пожара. В нём погибли около 300 человек; он уничтожил значительную часть города. После пожара город сразу же начал перестраиваться, что послужило толчком к превращению Чикаго в один из самых значимых городов США. |
| 6     | 4                  | Балтимор      | Мэриленд     | 267 354        | |
| 7     | 5                  | Бостон        | Массачусетс  | 250 526        | |
| 8     | 7                  | Цинциннати    | Огайо        | 216 239        | |
| 9     | 6                  | Новый Орлеан  | Луизиана     | 191 418        | |
| 10    | Нет                | Сан-Франциско | Калифорния   | 149 473        | Впервые в топ-10 появляется город Западного побережья. Резкий рост населения был вызван Калифорнийской золотой лихорадкой (1848—1855). В 1869 году Сан-Франциско связала с остальной страной первая трансконтинентальная железная дорога.                               |

Население этих десяти городов — 3 697 264 человека.

## 1880
| № п/п | № п/п 10 лет назад | Город         | Штат         | Кол-во жителей | Комментарии |
| ----- | ------------------ | ------------- | ------------ | -------------- | --- |
| 1     | 1                  | Нью-Йорк      | Нью-Йорк     | 1 206 299      | Только современный Манхэттен и Западный Бронкс. |
| 2     | 2                  | Филадельфия   | Пенсильвания | 847 170        | |
| 3     | 3                  | Бруклин       | Нью-Йорк     | 566 663        | |
| 4     | 5                  | Чикаго        | Иллинойс     | 503 185        | |
| 5     | 7                  | Бостон        | Массачусетс  | 362 839        | |
| 6     | 4                  | Сент-Луис     | Миссури      | 350 518        | Город Сент-Луис отделился от округа Сент-Луис в 1876 году. Население города и округа во время переписи 1880 года составляло около 386 тысяч человек. |
| 7     | 6                  | Балтимор      | Мэриленд     | 332 313        | |
| 8     | 8                  | Цинциннати    | Огайо        | 255 139        | |
| 9     | 10                 | Сан-Франциско | Калифорния   | 233 959        | |
| 10    | 9                  | Новый Орлеан  | Луизиана     | 216 090        | Последнее появление в этих списках. |

Население этих десяти городов — 4 874 175 человек.

## 1890
| № п/п | № п/п 10 лет назад | Город         | Штат         | Кол-во жителей | Комментарии |
| ----- | ------------------ | ------------- | ------------ | -------------- | --- |
| 1     | 1                  | Нью-Йорк      | Нью-Йорк     | 1 515 301      | Только современный Манхэттен и Западный Бронкс. Это последняя перепись населения до того, как Нью-Йорк был объединён в его нынешнее муниципальное образование из пяти боро. |
| 2     | 4                  | Чикаго        | Иллинойс     | 1 109 850      | |
| 3     | 2                  | Филадельфия   | Пенсильвания | 1 046 964      | |
| 4     | 3                  | Бруклин       | Нью-Йорк     | 806 343        | Последнее появление в переписях как самостоятельного города: с 1898 года стал частью Нью-Йорка.                                                                             |
| 5     | 6                  | Сент-Луис     | Миссури      | 451 770        | |
| 6     | 5                  | Бостон        | Массачусетс  | 448 477        | |
| 7     | 7                  | Балтимор      | Мэриленд     | 434 439        | |
| 8     | 9                  | Сан-Франциско | Калифорния   | 298 997        | |
| 9     | 8                  | Цинциннати    | Огайо        | 296 908        | |
| 10    | Нет                | Кливленд      | Огайо        | 261 353        | |

Население этих десяти городов — 6 660 402 человека.

## 1900
| № п/п | № п/п 10 лет назад | Город         | Штат         | Кол-во жителей | Комментарии |
| ----- | ------------------ | ------------- | ------------ | -------------- | --- |
| 1     | 1                  | Нью-Йорк      | Нью-Йорк     | 3 437 202      | В 1898 году Нью-Йорк административно стал состоять из пяти боро, поэтому его население столь заметно выросло. |
| 2     | 2                  | Чикаго        | Иллинойс     | 1 698 575      | |
| 3     | 3                  | Филадельфия   | Пенсильвания | 1 293 697      | |
| 4     | 5                  | Сент-Луис     | Миссури      | 575 238        | |
| 5     | 6                  | Бостон        | Массачусетс  | 560 892        | |
| 6     | 7                  | Балтимор      | Мэриленд     | 508 957        | |
| 7     | 10                 | Кливленд      | Огайо        | 391 768        | |
| 8     | Нет                | Буффало       | Нью-Йорк     | 352 387        | Вернулся в топ-10 с 1860 года. |
| 9     | 8                  | Сан-Франциско | Калифорния   | 342 782        | Последнее появление в этих списках. В 1906 году в городе произошло разрушительное землетрясение: погибло около 3000 человек, 80 % зданий было разрушено; после этой катастрофы развитие города сильно замедлилось. |
| 10    | 9                  | Цинциннати    | Огайо        | 325 902        | Последнее появление в этих списках. |

Население этих десяти городов — 9 487 400 человек.

## 1910
| № п/п | № п/п 10 лет назад | Город       | Штат         | Кол-во жителей | Комментарии |
| ----- | ------------------ | ----------- | ------------ | -------------- | --- |
| 1     | 1                  | Нью-Йорк    | Нью-Йорк     | 4 766 883      | В Манхэттене зарегистрировано более 2,3 миллиона жителей, в Бруклине — более 1,6 миллионов человек, на остальные три боро, ставших частью Нью-Йорка 12 лет назад, приходилось около 0,9 миллионов жителей. В 1900-х годах город преодолел отметку в 4 миллиона жителей, и поныне (2023 год) ни один город США, кроме Нью-Йорка, не имеет более 4 миллионов человек. |
| 2     | 2                  | Чикаго      | Иллинойс     | 2 185 283      | |
| 3     | 3                  | Филадельфия | Пенсильвания | 1 549 008      | |
| 4     | 4                  | Сент-Луис   | Миссури      | 687 029        | |
| 5     | 5                  | Бостон      | Массачусетс  | 670 585        | |
| 6     | 7                  | Кливленд    | Огайо        | 560 663        | |
| 7     | 6                  | Балтимор    | Мэриленд     | 558 485        | |
| 8     | Нет                | Питтсбург   | Пенсильвания | 533 905        | |
| 9     | Нет                | Детройт     | Мичиган      | 465 766        | |
| 10    | 8                  | Буффало     | Нью-Йорк     | 423 715        | Последнее появление в этих списках. |

Население этих десяти городов — 12 401 322 человека.

## 1920
| № п/п | № п/п 10 лет назад | Город        | Штат         | Кол-во жителей | Комментарии |
| ----- | ------------------ | ------------ | ------------ | -------------- | --- |
| 1     | 1                  | Нью-Йорк     | Нью-Йорк     | 5 620 048      | Население Бруклина превысило 2 миллиона человек.                                                                               |
| 2     | 2                  | Чикаго       | Иллинойс     | 2 701 705      | |
| 3     | 3                  | Филадельфия  | Пенсильвания | 1 823 779      | |
| 4     | 9                  | Детройт      | Мичиган      | 993 069        | Столь резкий скачок численности населения (+113 % за десятилетие) вызван бумом развития автомобильной промышленности в городе. |
| 5     | 6                  | Кливленд     | Огайо        | 796 841        | Первый и последний раз Кливленд вошёл в топ-5.                                                                                 |
| 6     | 4                  | Сент-Луис    | Миссури      | 772 897        | |
| 7     | 5                  | Бостон       | Массачусетс  | 748 060        | |
| 8     | 7                  | Балтимор     | Мэриленд     | 733 826        | |
| 9     | 8                  | Питтсбург    | Пенсильвания | 588 343        | |
| 10    | Нет                | Лос-Анджелес | Калифорния   | 576 673        | |

Население этих десяти городов — 15 355 250 человек.

## 1930
Последняя перепись, которая показала заметный рост суммарного населения десяти крупнейших городов за десятилетие — в данном случае более 24 %. В будущем (минимум до переписи-2030) этот рост будет составлять лишь 2,6—9,5 %, а в 1960 и 1980 годах будет зафиксировано даже уменьшение количества жителей.
| № п/п | № п/п 10 лет назад | Город        | Штат         | Кол-во жителей | Комментарии                                        |
| ----- | ------------------ | ------------ | ------------ | -------------- | -------------------------------------------------- |
| 1     | 1                  | Нью-Йорк     | Нью-Йорк     | 6 930 446      | Население Бруклина превысило 2,5 миллиона человек. |
| 2     | 2                  | Чикаго       | Иллинойс     | 3 376 438      |                                                    |
| 3     | 3                  | Филадельфия  | Пенсильвания | 1 950 961      |                                                    |
| 4     | 4                  | Детройт      | Мичиган      | 1 568 662      |                                                    |
| 5     | 10                 | Лос-Анджелес | Калифорния   | 1 238 048      |                                                    |
| 6     | 5                  | Кливленд     | Огайо        | 900 429        |                                                    |
| 7     | 6                  | Сент-Луис    | Миссури      | 821 960        |                                                    |
| 8     | 8                  | Балтимор     | Мэриленд     | 804 874        |                                                    |
| 9     | 7                  | Бостон       | Массачусетс  | 781 188        |                                                    |
| 10    | 9                  | Питтсбург    | Пенсильвания | 669 817        |                                                    |

Население этих десяти городов — 19 042 823 человека.

## 1940
В четырех из десяти указанных здесь городов впервые в истории произошло сокращение численности населения. Оно было незначительным, но к следующей переписи, 1950 года, ситуация заметно ухудшилась. Также это первый случай в истории США, когда суммарное население десяти крупнейших городов увеличилось лишь на 4,6 % за десятилетие: ранее этот показатель стабильно составлял 23-86 %.
| № п/п | № п/п 10 лет назад | Город        | Штат         | Кол-во жителей | Комментарии                                       |
| ----- | ------------------ | ------------ | ------------ | -------------- | ------------------------------------------------- |
| 1     | 1                  | Нью-Йорк     | Нью-Йорк     | 7 454 995      |                                                   |
| 2     | 2                  | Чикаго       | Иллинойс     | 3 396 808      |                                                   |
| 3     | 3                  | Филадельфия  | Пенсильвания | 1 931 334      | Впервые с 1790 года население города сократилось. |
| 4     | 4                  | Детройт      | Мичиган      | 1 623 452      |                                                   |
| 5     | 5                  | Лос-Анджелес | Калифорния   | 1 504 277      |                                                   |
| 6     | 6                  | Кливленд     | Огайо        | 878 336        | Впервые с 1790 года население города сократилось. |
| 7     | 8                  | Балтимор     | Мэриленд     | 859 100        |                                                   |
| 8     | 7                  | Сент-Луис    | Миссури      | 816 048        | Впервые с 1790 года население города сократилось. |
| 9     | 9                  | Бостон       | Массачусетс  | 770 816        | Впервые с 1790 года население города сократилось. |
| 10    | 10                 | Питтсбург    | Пенсильвания | 671 659        |                                                   |

Население этих десяти городов — 19 909 825 человек.

## 1950
Вторая половина 1940-х — начало 1950-х годов стали переломным для многих городов США. Во многих городах страны численность населения достигла пика, и началось медленное снижение, вызванное субурбанизацией, связанной с загрязнением окружающей среды, автомобильными пробками и ростом уровня преступности (см. ст. «Бегство белых»). Широкое распространение начали получать личные автомобили, всё больше и больше американцев могли позволить себе купить машину, что ещё десять лет назад было роскошью; поэтому начала распространение схема «живу за городом — езжу на работу в город».

Закон G.I. Bill предоставил льготные кредиты ветеранам Второй мировой войны на жильё в пригородах.

Из восемнадцати самых населённых городов по переписи 1950 года численность населения в пятнадцати сократилась по состоянию на 2020 год, за исключением Нью-Йорка, Лос-Анджелеса и Сан-Франциско.

Несмотря на медленный рост или даже снижение количества жителей в собственно городах, метрополитенские ареалы продолжили уверенно расти.
| № п/п | № п/п 10 лет назад | Город        | Штат           | Кол-во жителей | Комментарии |
| ----- | ------------------ | ------------ | -------------- | -------------- | --- |
| 1     | 1                  | Нью-Йорк     | Нью-Йорк       | 7 891 957      | Население Бруклина — 2,74 миллиона человек, Куинса — 1,55 миллиона человек. |
| 2     | 2                  | Чикаго       | Иллинойс       | 3 620 962      | Максимальное количество жителей за всю историю города, больше этого числа оно никогда не будет (по крайней мере до переписи-2030). |
| 3     | 3                  | Филадельфия  | Пенсильвания   | 2 071 605      | Максимальное количество жителей за всю историю города, больше этого числа оно никогда не будет (по крайней мере до переписи-2030). |
| 4     | 5                  | Лос-Анджелес | Калифорния     | 1 970 358      | |
| 5     | 4                  | Детройт      | Мичиган        | 1 849 568      | Максимальное количество жителей за всю историю города, больше этого числа оно никогда не будет (по крайней мере до переписи-2030). На сегодняшний день Детройт — единственный город США, население которого превысило один миллион человек, а затем упало ниже этого числа. |
| 6     | 7                  | Балтимор     | Мэриленд       | 949 708        | Максимальное количество жителей за всю историю города, больше этого числа оно никогда не будет (по крайней мере до переписи-2030). |
| 7     | 6                  | Кливленд     | Огайо          | 914 808        | Максимальное количество жителей за всю историю города, больше этого числа оно никогда не будет (по крайней мере до переписи-2030). |
| 8     | 8                  | Сент-Луис    | Миссури        | 856 796        | Максимальное количество жителей за всю историю города, больше этого числа оно никогда не будет (по крайней мере до переписи-2030). |
| 9     | Нет                | Вашингтон    | Округ Колумбия | 802 178        | Максимальное количество жителей за всю историю города, больше этого числа оно никогда не будет (по крайней мере до переписи-2030). Вернулся в топ-10 впервые с 1820 года.                                                                                                   |
| 10    | 9                  | Бостон       | Массачусетс    | 801 444        | Максимальное количество жителей за всю историю города, больше этого числа оно никогда не будет (по крайней мере до переписи-2030). Последнее появление в этих списках. |

Население этих десяти городов — 21 809 384 человека.

## 1960
Впервые в истории суммарное количество жителей десяти крупнейших городов страны снизилось (на 3,8 %).
| № п/п | № п/п 10 лет назад | Город        | Штат           | Кол-во жителей | Комментарии                                                                                               |
| ----- | ------------------ | ------------ | -------------- | -------------- | --- |
| 1     | 1                  | Нью-Йорк     | Нью-Йорк       | 7 781 984      | Впервые в истории население Нью-Йорка снизилось (на 1,4 %).                                               |
| 2     | 2                  | Чикаго       | Иллинойс       | 3 550 404      | Впервые в истории население Чикаго снизилось.                                                             |
| 3     | 4                  | Лос-Анджелес | Калифорния     | 2 479 015      | |
| 4     | 3                  | Филадельфия  | Пенсильвания   | 2 002 512      | Впервые с 1850 года Филадельфия покинула топ-3. С 1890 года стабильно занимала 3-ю строку в этих списках. |
| 5     | 5                  | Детройт      | Мичиган        | 1 670 144      | Впервые в истории население Детройта снизилось.                                                           |
| 6     | 6                  | Балтимор     | Мэриленд       | 939 024        | Впервые в истории население Балтимора снизилось.                                                          |
| 7     | Нет                | Хьюстон      | Техас          | 938 219        | |
| 8     | 7                  | Кливленд     | Огайо          | 876 050        | |
| 9     | 9                  | Вашингтон    | Округ Колумбия | 783 956        | Впервые в истории население Вашингтона снизилось.                                                         |
| 10    | 8                  | Сент-Луис    | Миссури        | 750 026        | Последнее появление в этих списках.                                                                       |

Население этих десяти городов — 20 982 889 человек.

## 1970
| № п/п | № п/п 10 лет назад | Город        | Штат           | Кол-во жителей | Комментарии |
| ----- | ------------------ | ------------ | -------------- | -------------- | --- |
| 1     | 1                  | Нью-Йорк     | Нью-Йорк       | 7 894 862      | |
| 2     | 2                  | Чикаго       | Иллинойс       | 3 366 957      | |
| 3     | 3                  | Лос-Анджелес | Калифорния     | 2 816 061      | |
| 4     | 4                  | Филадельфия  | Пенсильвания   | 1 948 609      | |
| 5     | 5                  | Детройт      | Мичиган        | 1 511 482      | |
| 6     | 7                  | Хьюстон      | Техас          | 1 232 802      | Первый город Юга, преодолевший рубеж в 1 миллион жителей (шестой в США).                                              |
| 7     | 6                  | Балтимор     | Мэриленд       | 905 759        | |
| 8     | Нет                | Даллас       | Техас          | 844 401        | |
| 9     | 9                  | Вашингтон    | Округ Колумбия | 756 510        | Последнее появление в этих списках.                                                                                   |
| 10    | 8                  | Кливленд     | Огайо          | 750 903        | Последнее появление в этих списках. Согласно этой переписи, население Кливленда на 46 тысяч меньше, чем 50 лет назад. |

Население этих десяти городов — 22 028 346 человек.

## 1980
Второй раз в истории суммарное количество жителей десяти крупнейших городов страны снизилось (на этот раз значительнее, чем 20 лет назад: на 5,2 %). Впервые половина из топ-10 городов находится в так называемом «Солнечном поясе».
| № п/п | № п/п 10 лет назад | Город        | Штат         | Кол-во жителей | Комментарии |
| ----- | ------------------ | ------------ | ------------ | -------------- | --- |
| 1     | 1                  | Нью-Йорк     | Нью-Йорк     | 7 071 639      | Самое крупное падение численности населения Нью-Йорка в истории: примерно на 823 тысячи человек за 10 лет. В 1970-х годах городское правительство испытывало серьёзные финансовые трудности и находилось на грани банкротства. |
| 2     | 2                  | Чикаго       | Иллинойс     | 3 005 072      | |
| 3     | 3                  | Лос-Анджелес | Калифорния   | 2 966 850      | |
| 4     | 4                  | Филадельфия  | Пенсильвания | 1 688 210      | |
| 5     | 6                  | Хьюстон      | Техас        | 1 595 138      | Первый (и единственный) город Техаса, вошедший в топ-5. В дальнейшем всегда (по крайней мере до переписи-2030) будет занимать 4-е строки в этих списках.                                                                       |
| 6     | 5                  | Детройт      | Мичиган      | 1 203 339      | |
| 7     | 8                  | Даллас       | Техас        | 904 078        | |
| 8     | Нет                | Сан-Диего    | Калифорния   | 875 538        | |
| 9     | Нет                | Финикс       | Аризона      | 789 704        | Первый и единственный (по крайней мере до переписи-2030) город «Горных штатов», вошедший в топ-10. |
| 10    | 7                  | Балтимор     | Мэриленд     | 786 775        | Последнее появление в этих списках. |

Население этих десяти городов — 20 886 343 человека.

## 1990
Впервые в топ-10 вошли сразу три техасских города, и так будет и в дальнейшем (по крайней мере до переписи-2030).
| № п/п | № п/п 10 лет назад | Город        | Штат         | Кол-во жителей | Комментарии                                                                        |
| ----- | ------------------ | ------------ | ------------ | -------------- | ---------------------------------------------------------------------------------- |
| 1     | 1                  | Нью-Йорк     | Нью-Йорк     | 7 322 564      |                                                                                    |
| 2     | 3                  | Лос-Анджелес | Калифорния   | 3 485 398      |                                                                                    |
| 3     | 2                  | Чикаго       | Иллинойс     | 2 783 726      | Впервые за 100 лет Чикаго сместился со 2-й на 3-ю строку.                          |
| 4     | 5                  | Хьюстон      | Техас        | 1 630 553      |                                                                                    |
| 5     | 4                  | Филадельфия  | Пенсильвания | 1 585 577      | Впервые в истории Филадельфия покинула топ-4.                                      |
| 6     | 8                  | Сан-Диего    | Калифорния   | 1 110 549      |                                                                                    |
| 7     | 6                  | Детройт      | Мичиган      | 1 027 974      | Последняя перепись, показавшая, что в Детройте проживает более 1 миллиона человек. |
| 8     | 7                  | Даллас       | Техас        | 1 006 877      | 2-й город в Техасе (и 8-й в стране), преодолевший отметку в 1 миллион жителей.     |
| 9     | 9                  | Финикс       | Аризона      | 992 551        |                                                                                    |
| 10    | Нет                | Сан-Антонио  | Техас        | 935 933        |                                                                                    |

Население этих десяти городов — 21 872 554 человека.

## 2000
| № п/п | № п/п 10 лет назад | Город        | Штат         | Кол-во жителей | Комментарии |
| ----- | ------------------ | ------------ | ------------ | -------------- | --- |
| 1     | 1                  | Нью-Йорк     | Нью-Йорк     | 8 008 278      | |
| 2     | 2                  | Лос-Анджелес | Калифорния   | 3 694 820      | |
| 3     | 3                  | Чикаго       | Иллинойс     | 2 896 016      | |
| 4     | 4                  | Хьюстон      | Техас        | 1 953 631      | |
| 5     | 5                  | Филадельфия  | Пенсильвания | 1 517 550      | |
| 6     | 9                  | Финикс       | Аризона      | 1 321 045      | Первый и единственный (по крайней мере до переписи-2030) город «Горных штатов», преодолевший отметку в 1 миллион жителей. Также единственная столица штата, имеющая более 1 миллиона жителей. |
| 7     | 6                  | Сан-Диего    | Калифорния   | 1 223 400      | |
| 8     | 8                  | Даллас       | Техас        | 1 188 580      | |
| 9     | 10                 | Сан-Антонио  | Техас        | 1 144 646      | 3-й город в Техасе (и 10-й в стране), преодолевший отметку в 1 миллион жителей. |
| 10    | 7                  | Детройт      | Мичиган      | 951 270        | Единственный город США, население которого превысило один миллион человек (в начале 1920-х годов), а затем упало ниже этого числа. Последнее появление в этих списках.                        |

Население этих десяти городов — 23 899 236 человек.

## 2010
Впервые в топ-10 вошли сразу три калифорнийских города, и так будет и в дальнейшем (по крайней мере до переписи-2030).
| № п/п | № п/п 10 лет назад | Город        | Штат         | Кол-во жителей | Комментарии |
| ----- | ------------------ | ------------ | ------------ | -------------- | ----------- |
| 1     | 1                  | Нью-Йорк     | Нью-Йорк     | 8 175 133      |             |
| 2     | 2                  | Лос-Анджелес | Калифорния   | 3 792 621      |             |
| 3     | 3                  | Чикаго       | Иллинойс     | 2 695 598      |             |
| 4     | 4                  | Хьюстон      | Техас        | 2 099 451      |             |
| 5     | 5                  | Филадельфия  | Пенсильвания | 1 526 006      |             |
| 6     | 6                  | Финикс       | Аризона      | 1 445 632      |             |
| 7     | 9                  | Сан-Антонио  | Техас        | 1 327 407      |             |
| 8     | 7                  | Сан-Диего    | Калифорния   | 1 307 402      |             |
| 9     | 8                  | Даллас       | Техас        | 1 197 816      |             |
| 10    | Нет                | Сан-Хосе     | Калифорния   | 945 942        |             |

Население этих десяти городов — 24 513 008 человек.

## 2020
Впервые население каждого из десяти крупнейших городов превысило 1 миллион человек. Впервые с 1940 года ни один новый город не вошёл в топ-10 и не покинул его по сравнению с предыдущей переписью; впервые с 1950 года население увеличилось во всех десяти городах.
| № п/п | № п/п 10 лет назад | Город        | Штат         | Кол-во жителей | Комментарии                                                                         |
| ----- | ------------------ | ------------ | ------------ | -------------- | ----------------------------------------------------------------------------------- |
| 1     | 1                  | Нью-Йорк     | Нью-Йорк     | 8 804 190      |                                                                                     |
| 2     | 2                  | Лос-Анджелес | Калифорния   | 3 898 747      |                                                                                     |
| 3     | 3                  | Чикаго       | Иллинойс     | 2 746 388      |                                                                                     |
| 4     | 4                  | Хьюстон      | Техас        | 2 304 580      |                                                                                     |
| 5     | 6                  | Финикс       | Аризона      | 1 608 139      |                                                                                     |
| 6     | 5                  | Филадельфия  | Пенсильвания | 1 603 797      | Впервые в истории Филадельфия покинула топ-5.                                       |
| 7     | 7                  | Сан-Антонио  | Техас        | 1 434 625      |                                                                                     |
| 8     | 8                  | Сан-Диего    | Калифорния   | 1 386 932      |                                                                                     |
| 9     | 9                  | Даллас       | Техас        | 1 304 379      |                                                                                     |
| 10    | 10                 | Сан-Хосе     | Калифорния   | 1 013 240      | 3-й город в Калифорнии (и 11-й в стране), преодолевший отметку в 1 миллион жителей. |

Население этих десяти городов — 26 105 017 человек.

## Итого
Суммарное население десяти крупнейших городов США по десятилетиям.
| Год  | Население  | Изменение |
| ---- | ---------- | --------- |
| 1790 | 152 087    | —         |
| 1800 | 216 346    | ▲42,25 %  |
| 1810 | 329 346    | ▲52,23 %  |
| 1820 | 405 869    | ▲23,23 %  |
| 1830 | 599 927    | ▲47,81 %  |
| 1840 | 884 291    | ▲47,4 %   |
| 1850 | 1 459 023  | ▲64,99 %  |
| 1860 | 2 719 910  | ▲86,42 %  |
| 1870 | 3 697 264  | ▲35,93 %  |
| 1880 | 4 874 175  | ▲31,83 %  |
| 1890 | 6 660 402  | ▲36,65 %  |
| 1900 | 9 487 400  | ▲42,44 %  |
| 1910 | 12 401 322 | ▲30,71 %  |
| 1920 | 15 355 250 | ▲23,82 %  |
| 1930 | 19 042 823 | ▲24,02 %  |
| 1940 | 19 909 825 | ▲4,55 %   |
| 1950 | 21 809 384 | ▲9,54 %   |
| 1960 | 20 982 889 | ▼-3,79 %  |
| 1970 | 22 028 346 | ▲4,98 %   |
| 1980 | 20 886 343 | ▼-5,18 %  |
| 1990 | 21 872 554 | ▲4,72 %   |
| 2000 | 23 899 236 | ▲9,27 %   |
| 2010 | 24 513 008 | ▲2,57 %   |
| 2020 | 26 105 017 | ▲6,49 %   |